# Nino Salvaneschi
Nino Salvaneschi (Pavia, 3 dicembre 1886 – Torino, 24 novembre 1968) è stato uno scrittore, giornalista e poeta italiano.

## Biografia
Iniziò la sua carriera giornalistica molto giovane, collaborando a più quotidiani: la Gazzetta del Popolo, la Stampa di Torino, La Tribuna di Roma e il Corriere della Sera di Milano; fu anche tra i fondatori del Guerin Sportivo. Durante la prima guerra mondiale si arruolò nella Marina, ma alla fine del conflitto manifestò la sua posizione pacifista con alcuni scritti raccolti e pubblicati nel libro Uccidiamo la guerra.
Per alcuni anni lavorò come giornalista in Belgio e nel 1921  fondò a Bruxelles L'époque nouvelle, con l'intento di far conoscere l'Italia in quel paese.
Sposatosi, andò con la moglie ad abitare a Capri, dove iniziò a scrivere i primi abbozzi del romanzo Sirénide, che ha appunto per sottotitolo Romanzo di Capri e che fa parte di una lunga serie di opere pubblicate con l'editore milanese Dall'Oglio: non solo romanzi, ma anche Pensieri e biografie come quelle su Chopin e su Niccolò Paganini, e le due opere della Sinfonia romantica: Il libro dell'anima e Il bel viaggio insieme. 
Con i romanzi Sirenide (1921) e La rivolta del 2023 (1924) fu uno degli autori della prima fantascienza italiana tra le due guerre.

### La cecità
Dal Belgio dovette rientrare in Italia a Torino nel 1923 a causa di una cecità permanente e totale, in seguito a una grave malattia per la quale si era dovuto sottoporre a lunghe degenze ospedaliere, prima a Rodi e poi all'ospedale della Marina di Piedigrotta (Napoli). In questa lunga parentesi forzata della sua vita prese peso il suo pensiero religioso, dibattuto tra Gesù e Buddha; un piccolo libro avuto in regalo dalle suore infermiere, L'imitazione di Cristo, lo volse a una completa devozione alla Chiesa cattolica. Da quel momento la sua vita fu un peregrinare verso mete come Assisi e San Giovanni Rotondo, da Padre Pio da Pietrelcina che conobbe personalmente nel 1919.
Continuò a raccogliere, pur con difficoltà, i suoi scritti di letteratura in oltre 30 libri. Il poeta Tagore lo esortò in quest'impresa con l'invito: "Se vuoi essere un cantastorie cieco, guarda la tua vita riflessa dentro di te e scrivi".
Nel saggio Consolazioni, Salvaneschi riprese questa immagine e scrisse: 
E spiegò così la sua condizione:
In questo azzurro era anche l'aiuto che dedicava ai suoi compagni per opere di tipo assistenziale. Nel 1926 organizzò un corteo di persone cieche e le guidò in pellegrinaggio a San Damiano, portando in dono un giglio, un olivo e un biancospino, simboli di purezza, umiltà, e tribolazioni e deposta sul luogo nel quale San Francesco aveva composto il Cantico delle creature.
In una delle sue conferenze a difesa dei suoi colleghi ciechi pronunciò queste parole:

## Intitolazioni
L'Associazione Nazionale ciechi - della quale fu per tanto tempo presidente - ha istituito in sua memoria il Premio Nino Salvaneschi per il giornalismo.
Nel novembre 1999 la città di Torino gli ha dedicato in suo nome un'area di circolazione situata nella circoscrizione n.3.

## Opere
(elenco parziale)

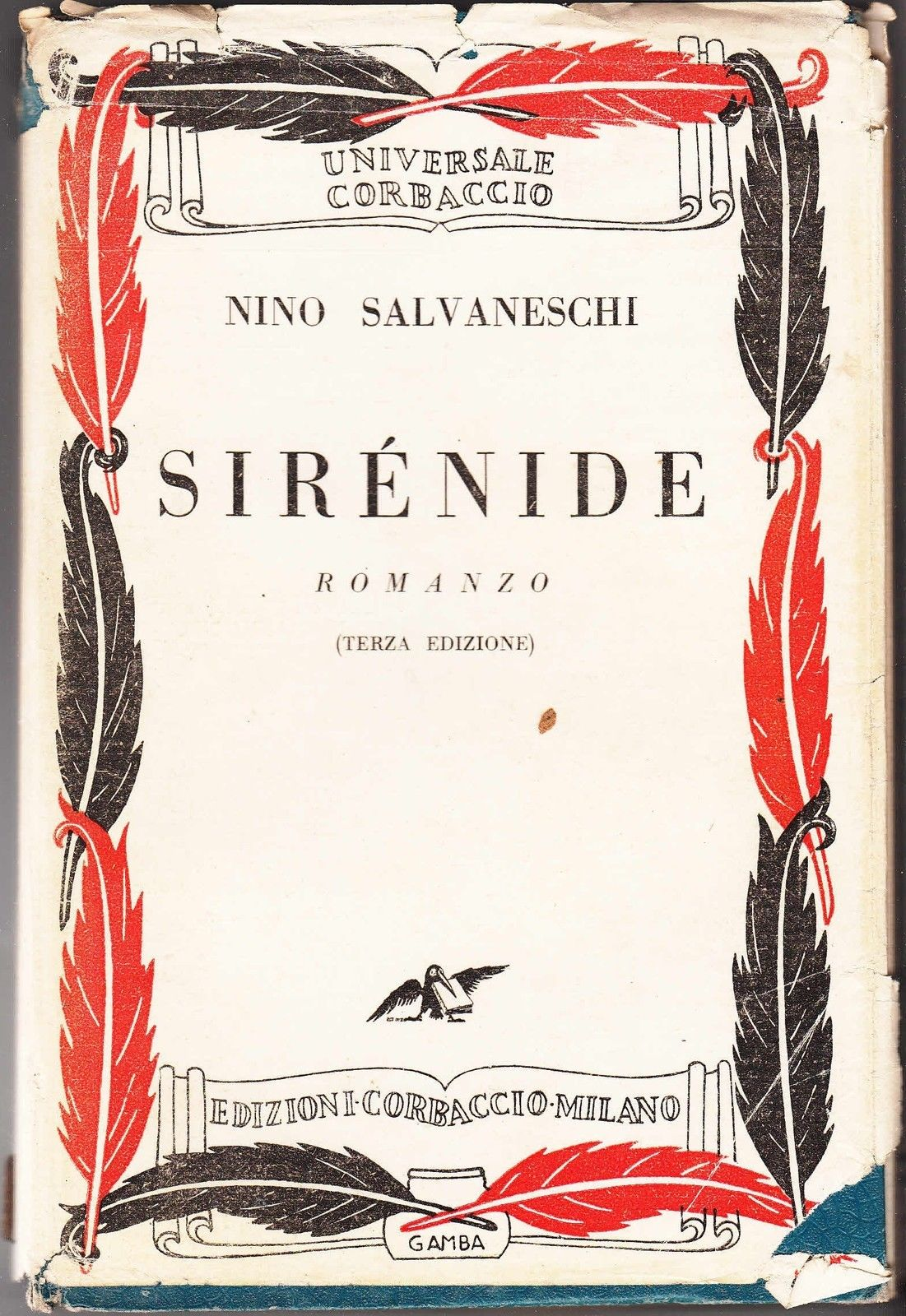
Sirenide di Nino Salvaneschi

- Il tormento di Chopin, Vita, Dall'Oglio
- La cattedrale senza Dio, Romanzo, Dall'Oglio
- Consolazioni, Pensieri, Dall'Oglio, prima edizione 1932
- Madonna pazienza, Romanzo, Dall'Oglio
- Noi che camminiamo nella notte
- L'arcobaleno sull'abisso, Romanzo, Dall'Oglio
- Il fiore della notte, Romanzo, Dall'Oglio
- Giovanna d'Arco, Vita, Dall'Oglio
- Luigi Cadorna, Vita, Alfieri & Lacroix, 1915
- Il Sole nell'anima, Romanzo, Dall'Oglio
- Il breviario della felicità. Pensieri, Dall'Oglio
- Il violino, 23 donne e il diavolo, La vita ardente di Niccolò Paganini, Dall'Oglio
- Noi che camminiamo nella notte
- Sirenide, ETA, 1921
- La rivolta del 2023, Modernissima, 1924
- Saper amare, Pensieri, Dall'Oglio
- Saper credere, Pensieri,
- Saper soffrire, Pensieri, Dall'Oglio
- Il rosario della speranza, Dall'Oglio
- La vita eroica di Beethoven
- Sorella Chiara
- Questa vita che tanto ci innamora
- La cattedrale senza dio (Trilogia dell'inquietitudine), Dall'Oglio, 1930
- Il pastore sulle vette (Trilogia dell'inquietudine), Corbaccio, 1940.

### Altre pubblicazioni
- La guerra nella caricatura, Emporium, febbraio 1915
- Contemplazioni del mattino e della sera, Dall'Oglio 1942
- Teresaccia, romanzo per i ragazzi, Dall'Oglio
- Il libro dell'anima. Il bel viaggio insieme, Sinfonia romantica, Dall'Oglio
- Consolazioni, Dall'Oglio, Milano, 1946
- La vita eroica di Beethoven, Dall'Oglio editore 1947
- Le Stelle , La Sfinge , La Croce, Milano, Dall'Oglio, 1951.